# Comuna Gărmen, Blagoevgrad
Obștina Gărmen (comuna Gărmen) este o unitate administrativă în regiunea Blagoevgrad din Bulgaria. Cuprinde un număr de 16 localități rurale și reședința sa este satul Gărmen.
Localități componente:
- Baldevo
- Gorno Drianovo
- Gyrmen
- Debren
- Dolno Drianovo
- Dăbnița
- Kovacevița
- Krușevo
- Leșten
- Marcevo
- Ognianovo
- Oreșe
- Osikovo
- Ribnovo
- Skrebatno
- Hvostiane

## Demografie
Componența etnică a obștinei Gărmen
     Romi (9,25%)
     Nicio identificare (27,63%)
     Turci (11,84%)
     Bulgari (48,47%)
     Altele (2,79%)
La recensământul din 2011, populația comunei Gărmen era de 14.981 locuitori. Nu există o etnie majoritară, locuitorii fiind romi (9,25%), turci (11,84%) și bulgari (48,47%).. Pentru 27,63% din locuitori nu este cunoscută apartenența etnică.